# Theatre of Tragedy
Theatre of Tragedy byla metalová kapela původem z norského Stavangeru, aktivní převážně v letech 1993 až 2010.
Skupina během svého vývoje stihla projít hned několika hudebními styly. Zpočátku se pohybovala v oblasti death-doom, po dvou řadových albech se posunula více k žánru industrial metal. Tento žánrový posun jim vydržel opět jen dvě alba — v závěru kariéry už byla tvorba kapely převážně gothic metalová.
Základy kapely byly položeny 2. října 1992, zakládajícími členy byli zpěvák Raymond István Rohonyi a kytaristé Pål Bjåstad a Tommy Lindal. Zpěvačku Liv Kristine pozvali původně jen jako hosta pro nahrávku jediné skladby, ale brzy poté ji přijali do skupiny natrvalo. Historicky největší kulminace úspěchu dosáhli Theatre of Tragedy pravděpodobně v roce 1998 s albem Aégis, které bylo velmi dobře přijato hudební kritikou.
Dne 1. března 2010 vydala skupina prohlášení, ve kterém informuje fanoušky o svém rozhodnutí ukončit činnost Theatre of Tragedy k datu 2. října 2010. Důvodem byla touha trávit více času s rodinami a neschopnost dalšího pokračování v „rokenrolovém“ životním stylu.

## Členové kapely

### Poslední složení
- Raymond István Rohonyi - zpěv, texty
- Nell Sigland - zpěv
- Frank Claussen - kytara
- Vegard K. Thorsen - kytara
- Lorentz Aspen - keyboard
- Hein Frode Hansen - bicí

### Bývalí členové
- Liv Kristine Espenæs Krull - zpěv
- Tommy Lindal - kytara
- Tommy Olsson - kytara
- Pål Bjåstad - kytara
- Geir Flikkeid - kytara
- Eirik T. Saltrø - baskytara

## Diskografie

### Alba
- Theatre of Tragedy (1995)
- Velvet Darkness They Fear (1996)
- Aégis (1998)
- Musique (2000)
- Closure: Live (2001)
- Assembly (2002)
- Storm (2006)
- Forever Is the World (2009)
- Last Curtain Call (Live-DVD) (2011)

### Singly a EP
- Theatre of Tragedy (demo) (1994)
- Der Tanz Der Schatten (single) (1996)
- A Rose for the Dead (EP, 1997)
- Cassandra (single) (1998)
- Virago (EP) (1999)
- Image (single) (2000)
- Inperspective (EP) (2000)
- Machine (single) (2001)
- Envision (single) (2002)
- Let You Down (single) (2002)
- Storm (single) (2006)
- Deadland (single) (2009)
- Addenda (2010)